# Operation Breaking Dawn
Die Operation Breaking Dawn (hebräisch עלות השחר, arabisch الفجر الصادق, deutsch Operation Morgengrauen) war eine von Israel am 5. August 2022 gestartete Militäroperation gegen Ziele im Gazastreifen und Westjordanland. Sie begann mit der sogenannten „gezielten Tötung“ von Taisir Dschabari, einem hochrangigen Kommandanten der islamistischen Terrororganisation  Islamischer Dschihad in Palästina (PIJ).
Die Operation wurde laut der israelischen Armee begonnen, da von der PIJ die Gefahr ausgehe, dass israelische Ortschaften mit Panzerabwehrraketen beschossen werden. Die Hamas, die den Gazastreifen kontrolliert, sei laut einem israelischen Armeesprecher nicht Ziel der Angriffe.

## Hintergrund
Bereits seit Ende März führte die israelische Armee im Westjordanland Anti-Terror-Einsätze durch. Dabei wurden insgesamt 69 Palästinenser getötet.
In den Tagen vor der Operation war nach der Verhaftung des Anführers des Islamischen Dschihad im Westjordanland, Bassem Saadi, die Lage weiter eskaliert. Nach Angriffsdrohungen aus Gaza wurden Straßen im Süden Israels gesperrt und militärische Verstärkung gen Süden geschickt.

## Zivilschutz
Das israelische Heimatfront-Kommando warnte Zivilisten in einem Umkreis von 81 km um Gaza vor Raketenbeschuss aus dem Gazastreifen.

## Verlauf

### 5. August
Israel begann mit der Tötung von Taisir Dschabari, dem Leiter des Nordkommandos der Gruppe des Islamischen Dschihad in Palästina.

### 6. August
Einen Tag später startete Israel weitere Luftangriffe im Gazastreifen und tötete den Palästinenser Tamim Hedschazi in Chan Yunis. Neunzehn Palästinenser wurden im Westjordanland festgenommen.
Das einzige Stromkraftwerk im Gazastreifen stellte den Betrieb vorübergehend ein.
Ägypten gab an, dass es vermittele, um die angespannte Lage zu beruhigen.

### 7. August
Am 7. August trat eine Waffenruhe zwischen der PIJ und der israelischen Armee in Kraft.

### 8. August
Bei einem Infanterieeinsatz der israelischen Armee in Nablus wurden zwei Mitglieder der Al-Aksa-Brigaden getötet, darunter ein Führungsmitglied. Bei dem Einsatz wurden 40 Personen verletzt.

## Opfer
Taisir Dschabari und eine weitere Person wurden getötet. Palästinensische Quellen sprechen von insgesamt zehn Toten und mehreren Verletzten, die nach israelischen Luftangriffen ins Krankenhaus eingeliefert worden seien.
Insgesamt wurden nach palästinensischen Angaben 46 Menschen getötet, darunter 16 Kinder. Außerdem seien 360 weitere Menschen verletzt worden. Der islamische Dschihad bestätigt den Verlust von 12 Kämpfern, die Hamas von 2 mit ihr in Verbindung stehenden Polizisten und eine weitere terroristische Gruppierung bestätigt den Verlust eines Kämpfers.
Die palästinensische Menschenrechtsgruppe Al Mezan spricht davon, dass einige Zivilisten durch Projektile und das Palestinian Centre for Human Rights berichtet, dass nur 27 Personen durch israelische Luftschläge gestorben seien.
Die israelische Armee spricht von 47 Toten, von denen jedoch mindestens 14 – darunter auch Kinder – durch Raketen des Islamischen Dschihad getötet wurden, welche noch im Gaza niedergingen. Außerdem habe sie bei Luftschlägen 20 Kombattanten sowie 7 Zivilisten getötet.

## Reaktionen
Innerhalb weniger Tage wurden nach israelischen Angaben mehr als tausend Raketen in Richtung Israel abgefeuert. Viele seien vom Iron Dome abgefangen worden, alle anderen gingen nieder, ohne größeren Schaden anzurichten. Teilweise gingen sie noch im Gazastreifen nieder und verursachten Tote und Verletzte, ohne Israel erreicht zu haben.
Die UN-Sonderberichterstatterin für Palästina Francesca Albanese sagte die Angriffe seien illegal und unverantwortlich.